# دايسكي ساكاغوتشي
دايسكي ساكاغوتشي (阪口大助 ساكاغوتشي دايسكي) هو مؤدي أصوات ياباني ولد في 11 أكتوبر 1973 في كاشيوازاكي، نيغاتا.

## أدواره في الأنمي

### مسلسلات أنمي تلقزيونية
- الفرسان والسحر - تسوباسا كوراتا
- غينتاما - شينباتشي شيمورا
- غينتاما’ - شينباتشي شيمورا
- غينتاما゜ - شينباتشي شيمورا
- غينتاما. - شينباتشي شيمورا
- ون بيس - لينتوتو، بورتغاس دي إيس (أيام الطفولة)
- البدلة المتنقلة فيكتوري جاندام - أوسو إيفين
- White Album - أكيرا ناناسي
- كلاند - يوهي سونوهارا
- كلاند بعد القصة - يوهي سونوهارا
- بليتش - هو، بان
- طوكيو ميو ميو - كيش
- حكايات أشباح المدرسة - رييتشيرو ميانوشيتا (أيام الطفولة)
- باكانو! - جاكوزي سبلوت
- بامبو بليد - يوجي ناكاتا
- أهلا بك إلى NHK - كاورو يامازاكي
- لاينباريل الحديدي - ريكو أوسي
- هاجيمي نو إيبو - ناوميتشي يامادا
- هاجيمي نو إيبو New Challenger - ناوميتشي يامادا/هامر ناو
- ذا بيغ أو - جيف مايرز
- أكويريون - جون لي
- ساندز أوف ديستراكشن - الدب المدّعي
- دوت هاك روتس - سيلابس
- كاتاناغاتاري - مانيوا تشوتشو
- موياشيمون - تاداياسو سويمون ساواكي
- موياشيمون ريترنز - تاداياسو سويمون ساواكي
- عميل الهلوسة - فتى المضرب
- غيلتي كراون - سوتا تاماداتي
- البدلة المتنقلة جاندام إيج - ماكس هارتواي
- هيوكا - ساتوشي فوكوبي
- جبهة حاجز الدم - ليونارد واتش
- جبهة حاجز الدم BEYOND & - ليونارد واتش
- غود إيتر - كوتا فوجيكي
- وورلد تريغر - زينو
- فانتوم وورلد متعدد الألوان - شوسكي موروهاشي
- سكيت دانس - تيبّي سوغيهارا
- ديمنشن دبليو - هاريسون إيستريفر
- أماغي بريليانت بارك - كيمورا
- رحلة العجائب 24 - سون غوكو
- كادو: الجواب الصحيح - أوتامارو
- إكس-آرم - بيتا
- بيرسونا 5: ذا أنيميشن - يوكي ميشيما
- فريق الإطفاء الناري - فيكتور ليخت
- فريق الإطفاء الناري: الجزء الثاني - فيكتور ليخت

### أنمي الإنترنت
- سيلور مون كريستال - إيتّو أسانوما

### أفلام أنمي
- بابريكا - كي هيمورو
- فيلم غينتاما: الترجمة الجديدة, فصل بينيزاكورا - شينباتشي شيمورا
- فيلم غينتاما: الخاتمة, يوروزويا للأبد - شينباتشي شيمورا
- غينتاما ذا فاينل - شينباتشي شيمورا
- أسورا - غوساكو
- ون بيس: البارون أوماتسوري والجزيرة السرية - ريك

## أدواره في ألعاب الفيديو
- سلسلة ألعاب سوبر روبوت وورز - أوسو إيفين
- تيلز أوف سيمفونيا - نوم
- تيلز أوف ذا وورلد: راديانت ميثولوجي - مورمو
- غود إيتر - كوتا فوجيكي
- غود إيتر بورست - كوتا فوجيكي
- غود إيتر ريزوركشن - كوتا فوجيكي
- غود إيتر 2 - كوتا فوجيكي
- غود إيتر 2 ريج برست - كوتا فوجيكي
- مغامرة جوجو الغريبة: فانتوم بلاد - بوكو
- بيرسونا 5 - يوكي ميشيما
- جاي-ستارز فيكتوري فرسس - شينباتشي شيمورا

## وصلات خارجية
- دايسكي ساكاغوتشي على موقع IMDb (الإنجليزية)
- دايسكي ساكاغوتشي على موقع ميوزك برينز (الإنجليزية)
- دايسكي ساكاغوتشي على موقع قاعدة بيانات الفيلم (الإنجليزية)
- دايسكي ساكاغوتشي على موقع ANN person (الإنجليزية)